# Neoclosterus kidogo
Neoclosterus kidogo es una especie de escarabajo longicornio del género Neoclosterus, tribu Plectogasterini, orden Coleoptera. Fue descrita científicamente por Bouyer en 2017.
El período de vuelo ocurre durante los meses de mayo, junio, agosto, septiembre, octubre, noviembre y diciembre.

## Descripción
Mide 35-37 milímetros de longitud.

## Distribución
Se distribuye por República Democrática del Congo.